# Lijst van ministers-presidenten van Oostenrijk
Dit is een lijst van ministers-presidenten van Oostenrijk (1848-1867) en van het Oostenrijkse deel van Oostenrijk-Hongarije (1867-1918). Zie bondskanselier (Oostenrijk) voor het vervolg.

## Keizerrijk Oostenrijk
- 1848: Franz Anton von Kolowrat-Liebsteinsky
- 1848: Karl Ludwig von Ficquelmont (a.i.)
- 1848: Franz von Pillersdorf (a.i.)
- 1848: Anton von Doblhoff-Dier (a.i.)
- 1848: Johann von Wessenberg-Ampringen
- 1848-1852: Felix zu Schwarzenberg
- 1852-1859: Karl Ferdinand von Buol-Schauenstein
- 1859-1861: Johann Bernhard von Rechberg und Rothenlöwen
- 1861-1865: Reinier van Oostenrijk
- 1865-1865: Alexander von Mensdorff-Pouilly
- 1865-1867: Richard von Belcredi

## Oostenrijk-Hongarije
- 1867-1867: Ferdinand von Beust
- 1867-1868: Carlos von Auersperg
- 1868-1870: Eduard von Taaffe
- 1870: Ignaz von Plener
- 1870: Leopold Hasner von Artha
- 1870-1871: Alfred Józef Potocki
- 1871: Karl Sigmund von Hohenwart
- 1871: Ludwig von Holzgethan
- 1871-1879: Adolf von Auersperg
- 1879: Karl von Stremayr
- 1879-1893: Eduard von Taaffe
- 1893-1895: Alfred III zu Windisch-Graetz
- 1895: Erich von Kielmansegg
- 1895-1897: Kasimir Felix Badeni
- 1897-1898: Paul Gautsch von Frankenthurn
- 1898-1899: Franz von Thun und Hohenstein
- 1899: Manfred von Clary und Aldringen
- 1899-1900: Heinrich von Wittek
- 1900-1904: Ernst von Körber
- 1904-1906: Paul Gautsch von Frankenthurn
- 1906: Konrad zu Hohenlohe-Waldenburg-Schillingsfürst
- 1906-1908: Max Wladimir von Beck
- 1908-1911: Richard von Bienerth-Schmerling
- 1911: Paul Gautsch von Frankenthurn
- 1911-1916: Karl von Stürgkh
- 1916: Ernst von Körber
- 1916-1917: Heinrich von Clam-Martinic
- 1917-1918: Ernst Seidler von Feuchtenegg
- 1918: Max Hussarek von Heinlein
- 1918: Heinrich Lammasch